# Esquadrão de contratorpedeiros
Um esquadrão de contratorpedeiros é um esquadrão naval ou flotilha geralmente consistindo de contratorpedeiros (destróieres) em vez de outros tipos de embarcações. Em algumas marinhas, outras embarcações, como fragatas, podem ser incluídas. Em inglês, a palavra "esquadrão" tende a ser usada para navios maiores e "flotilha" para navios menores; ambos podem ser usados para unidades de contratorpedeiros. Formações semelhantes são usadas em países que não falam inglês, por exemplo, a "escadrilha" da França.

## Marinha Real
A Marinha Real começou a formar unidades de contratorpedeiros após a introdução dos 'torpedo boat destroyers' no início dos anos 1900, embora antes da Segunda Guerra Mundial fossem geralmente designados de flotilhas. Exemplos de esquadrões de contratorpedeiros da MR incluem:
- 1.º Esquadrão de Contratorpedeiros, 1947-1970
- 2.º Esquadrão de Contratorpedeiros, 1956-1971
- 3.º Esquadrão de Contratorpedeiros, 1945-2001
- 4.º Esquadrão de Contratorpedeiros, 1948-1959
- 5.º Esquadrão de Contratorpedeiros, 1947-2002

## Marinha dos Estados Unidos
O acrônimo da Marinha dos EUA para um esquadrão de contratorpedeiros é DESRON; compreende três ou mais destróieres ou fragatas. Geralmente não é uma unidade operacional, mas é responsável por treinar, equipar e administrar seus navios. Uma unidade mista incluindo destróieres é o grupo de contratorpedeiros de cruzeiros. O oficial no comando do DESRON SIX, por exemplo, é designado Commander Destroyer Squadron Six (em português:  Comandante do Esquadrão de Destróieres Seis), COMDESRON SEIS para abreviar.
Como durante a Segunda Guerra Mundial, um DesRon de força total (como era abreviado na época) compreendia duas Divisões de Destróieres ou DesDivs de quatro navios cada, mais uma nave capitânia de esquadrão; estas eram unidades operacionais e também administrativas.
No final dos anos 1950 e no início de 1962, um Esquadrão (Desron) compreendia duas Divisões de quatro navios (Desdivs) com um navio designado como a nau capitânia. A nau capitânia carregava o Squadron Commodore, bem como o capitão do navio. O Esquadrão normalmente operava como uma unidade dentro de um Grupo de Trabalho ou Frota, sendo sua principal função como tela anti-submarino para os porta-aviões. Freqüentemente, porém, as divisões do esquadrão eram designadas para tarefas separadas — e às vezes dois elementos da nave podiam ser enviados em missões individuais. A nau capitânia não carregava apenas o Commodore, mas também o médico e capelão do Esquadrão.
A partir de 1 de abril de 1962, as forças de Cruiser-Destroyer nas frotas do Atlântico e do Pacífico foram organizadas em Cruiser-Destroyer Flotillas (CRUDESFLOTs). Essas formações incluíam a Flotilha Um do Cruiser-Destroyer no Pacífico (incluindo Parks), a Flotilha Três do Cruiser-Destroyer em Long Beach no Pacífico (comandada por um tempo pelo contra-almirante Draper Kauffman), a Flotilha Dois do Cruiser-Destroyer no Atlântico (incluindo Yosemite), O Cruiser-Destroyer Flotilla Four no Atlântico, que forneceu navios para o experimento anti-submarino da Força-Tarefa Alfa e teve o USS Shenandoah (AD-26) como carro-chefe por um tempo. Cornelius S. Snodgrass serviu como chefe de gabinete da CRUDESFLOT 4 antes de sua aposentadoria em 1974. Cruiser-Destroyer Flotilla Six no Atlântico (carro-chefe em um ponto USS Macdonough (DDG-39) e Yellowstone incluído). O Cruiser-Destroyer Flotilla Six incluiu o Destroyer Squadron Four com o USS Johnson em 1971, aparentemente instalado na Base Naval de Charleston. O Cruiser-Destroyer Flotilla Seven foi transportado para casa em San Diego, comandado pelo Almirante Waldemar F. A. Wendt desde abril de 1962, com funções simultâneas como Comandante, Cruiser-Destroyer Force, Pacífico, outubro-novembro de 1961. CRUDESFLOT SEVEN também foi comandado em um ponto pelo então contra-almirante Elmo Zumwalt. Em dezembro de 1969, o almirante Robert S. Salzer assumiu o comando da Cruiser Destroyer Flotilla 3. Salzar assumiu o comando da Cruiser Destroyer Flotilla 7 em setembro de 1970, e após a desativação dessa formação em 16 de março de 1971 voltou ao comando da Cruiser Destroyer Flotilla 3.
Outras flotilhas incluíam a Flotilha Oito do Cruiser-Destroyer no Atlântico, que em um ponto incluía o Esquadrão de Destróieres vinte e dois, a Flotilha Nove do Cruiser-Destroyer no Pacífico, a Flotilha Onze do Cruiser-Destroyer no Pacífico (com DesDiv 152, DesRon 15?), e as flotilhas dez e doze do Cruiser-Destroyer no Atlântico.
Em 30 de junho de 1973, as Flotilhas Cruiser-Destroyer foram redesignadas Grupos Cruiser-Destroyer (CRUDESGRUs). A responsabilidade geral pelos navios de guerra de superfície na costa oeste dos EUA é assumida pelo Comandante das Forças Navais de Superfície do Pacífico (COMNAVSURFPAC); na costa leste, a mesma responsabilidade cabe ao Comandante das Forças Navais de Superfície do Atlântico (COMSURFLANT). Anteriormente sob este sistema, quando implantado, um Cruiser-Destroyer Group Commander normalmente teria sido designado para comandar um Carrier Battle Group (CVBG). Os grupos Cruiser-Destroyer foram substituídos por grupos de ataque Carrier a partir de 1 de outubro de 2004.
Quando um esquadrão de destróieres é implantado, por exemplo, como parte de um grupo de ataque de porta-aviões, o comando geral é transferido para o Comandante do Componente Naval do Comando Regional local (por exemplo COMNAVCENT ou Comandante das Forças Navais dos EUA, Comando Central).